# Joël Suter
Joël Suter (Frutigen, 25 oktober 1998) is een Zwitsers wielrenner die anno 2023 rijdt voor Tudor Pro Cycling Team.

## Carrière
Als junior werd Suter onder meer achttiende in het eindklassement van de GP Rüebliland en derde op het Zwitsers kampioenschap tijdrijden. In 2019 won hij met de Zwitserse ploeg de ploegentijdrit in de Ronde van de Toekomst en behaalde hij een tweede plaats in de belofte versie van Parijs-Tours. 

## Overwinningen
2016
 Zwitsers kampioenschap tijdrijden, junioren
2019
2e etappe Ronde van de Toekomst, ploegentijdrit
 Zwitsers kampioenschap tijdrijden, beloften
2022
 Zwitsers kampioen tijdrijden, Elite
2023
3e etappe Ronde van Sicilië

## Resultaten in voornaamste wedstrijden
|      | \| Jaar \| Ronde van Vlaanderen \| Luik-Bast.‑Luik \| Parijs-Tours \| \| ---- \| -------------------- \| --------------- \| ------------ \| \| 2020 \| 110e \| \| 97e \| \| 2021 \| \| opgave \| \| |                 |              |
| Jaar | Ronde van Vlaanderen | Luik-Bast.‑Luik | Parijs-Tours |
| 2020 | 110e |                 | 97e          |
| 2021 | | opgave          |              |

## Ploegen
- 2018 –  Akros-Renfer
- 2019 –  Akros-Thömus
- 2020 –  Bingoal-Wallonie Bruxelles
- 2021 –  Bingoal Pauwels Sauces WB
- 2022 –  UAE Team Emirates
- 2023 –  Tudor Pro Cycling Team
- 2024 –  Tudor Pro Cycling Team
- 2025 –  Tudor Pro Cycling Team

Castrique · De Bie · Huys · Ista · Lietaer · Livyns · Molly · Mortier · Nõmmela · Paasschens · Peyskens · Planckaert · Robeet · Six · Suter · Taminiaux · Vallée · Vanendert · L. Wirtgen · T. Wirtgen
Aniołkowski · Castrique · De Bie · Dupont · Huys · Livyns · Menten · Mertz · Molly ·Paasschens · Paquot · Peyskens · Rex · Robeet · Suter · Vallée · Vanendert · Venner · L. Wirtgen · T. Wirtgen · De Maeght (stagiair) · Desal (stagiair)
Ackermann · Almeida · Ardila · Ayuso · Bennett · Bjerg · Brunel (tot 2/6) · Costa · Covi · Fisher-Black · Formolo · Gaviria · Gibbons · Groß · Hirschi · Hodeg · Laengen · Majka · McNulty · Mirza · Molano · I. Oliveira · R. Oliveira · Pogačar · Polanc · Richeze · Soler · Suter · Trentin · Troia · Ulissi · Andersen (stagiair) · Kluckers (stagiair) · Knight (stagiair)
Bohli · Brun · Charrin · de Kleijn · J. Eriksson · L. Eriksson · Froidevaux · Heming · Kamp · Kelemen · Kluckers · Kolze Changizi · Pellaud · Pluimers · Reichenbach · Suter · Thalmann · Voisard · Wilksch (vanaf 5/8) · Wirtgen · Zijlaard
Bohli · Brenner · Brun · Charrin · Dainese · de Kleijn · J. Eriksson · L. Eriksson · Froidevaux · Heming · Kamp · Kelemen · Kluckers · Kolze Changizi · Krieger · Mayrhofer · Pellaud · Pluimers · Reichenbach · Rondel (vanaf 20/7) · Storer · Stork · Suter · Thalmann · Trentin · Voisard · Wilksch · Wirtgen · Zijlaard